# Viktorija Gurova
Viktorija Vladimirovna Gurova-Valjukevič (in russo Виктория Владимировна Гурова-Валюкевич?; 22 maggio 1982) è un'ex triplista russa.

## Palmarès

### Europei indoor
- 1 medaglia:
  - 1 oro (Madrid 2005)

### Universiadi
- 1 medaglia:
  - 1 argento (Daegu 2003)

### Europei under 23
- 1 medaglia:
  - 1 oro (Bydgoszcz 2003)

### Europei under 20
- 1 medaglia:
  - 1 bronzo (Grosseto 2001)

## Altre competizioni internazionali
2006
- Coppa Europa di atletica leggera ( Malaga)

2007
- Coppa Europa di atletica leggera ( Monaco di Baviera)